# I Romani della decadenza
I Romani della decadenza (Les Romains de la décadence) è un dipinto realizzato nel 1847 dal pittore Thomas Couture ed esposto al museo d'Orsay.
Nonostante all'epoca si trattasse di una composizione assai audace, al giorno d'oggi questa tela rappresenta la corrente accademica della seconda metà del diciannovesimo secolo, caratterizzata dall'interesse per il mondo antico e la scelta di soggetti carichi di gravità. Il quadro venne ritenuto un capolavoro, in quanto aderiva ai canoni estetici riguardanti la rappresentazione del corpo umano in voga in quel periodo.

## Descrizione
La composizione del quadro, dipinto un anno prima della rivoluzione che pose fine al regno di Luigi Filippo, ricorda abbastanza le opere raffaellesche. Al centro si trovano i protagonisti della decadenza dell'impero romano, per lo più stanchi (alcuni danzano ancora) e ubriachi (un uomo viene portato via nella parte sinistra della tela, mentre un altro, con la coppia in mano, cerca di provocare una statua). In primo piano si notano tre personaggi (un giovane seduto nella parte sinistra del quadro e due uomini nella parte destra) che non partecipano all'orgia. La scena molto realistica e colorata, che Théophile Gautier paragonò alla pittura nordica, è circondata dalle sculture dei romani del passato disposte in un portico alla veneziana (Gautier fa un paragone con il dipinto Nozze di Cana di Paolo Veronese). Le sculture degli antenati, che rappresentano la gloria della Roma del passato, sono "costrette" ad assistere impassibili al declino della loro civiltà, causato dai loro discendenti.
Couture, il quale, secondo il catalogo del Salone, volle rappresentare questo pensiero energico di Giovenale: Luxuria incubuit, victumque ulciscitur orbem ("Piombò, vendicator del vinto mondo, il lusso"), si è servito di questa scena antica per denunciare la decadenza della società francese della sua epoca, un dettaglio che non passò inosservato quando il quadro venne esposto.

## Accoglienza
Esposta al Salone del 1847, l'opera si guadagnò un certo successo e venne descritta ampiamente, per esempio da Zola. Secondo Edmond Texier, "pur riconoscendo gli sforzi del pittore, il merito innegabile di certe parti dell'esecuzione, come l'estro e l'abilità, un colorito brillante, ma la cui armonia, che deriva dalla ripetizione troppo frequente delle stesse tonalità, dà a questa tela l'aspetto di un disegno arricchito dal colore, non possiamo ammettere che il signor Couture abbia rappresentato a sufficienza l'epoca triste che ha voluto dipingere. Il lettore sarà d'accordo con noi contemplando questa serie di studi di nudo poco vestiti, che si distendono su dei letti ricoperti di stoffe orientali, in pose stanche, attorno a una tavola sontuosa, dopo una notte di orge. Egli riterrà che ci sarebbero voluti un pennello più energico e un maestro dal genio più forte per riassumere in una sola opera sia la lascivia che la dissolutezza immense dell'antica Roma, che si crogiolava sotto il giogo del despotismo imperiale, a tal punto da dimenticare, attraverso i piaceri immondi, la perdita del suo onore e della sua libertà". Quanto al principe Napoleone, egli condannò senza pietà I Romani della decadenza, vedendoci una critica implicita alla sua stessa epoca, mentre per Marrou, con "questa macchina immensa", Couture, "in fondo, da buon allievo di Ingres, cercava soprattutto di dipingere delle donne nude e degli atteggiamenti voluttuosi".